# Banchory
Banchory, schottisch-gälisch Beannchar, ist eine Stadt in der schottischen Council Area Aberdeenshire und der traditionellen schottischen Grafschaft Kincardineshire. Sie ist etwa 25 km westlich von Aberdeen und 60 km nordöstlich von Dundee am linken Dee-Ufer gelegen. Mit 7278 Einwohnern im Jahre 2011 war Banchory die bevölkerungsreichste Stadt in der Committee Area Marr. Auf Höhe von Banchory mündet das Water of Feugh rechtsseitig in den Dee.

## Geschichte
Banchory wurde im Jahre 1805 gegründet. Im Laufe des 19. Jahrhunderts entwickelte es sich zu einem touristisches Ziel, insbesondere für die Bewohner Aberdeens. Heute leben dort im Wesentlichen Pendler.
Der Musiker James Scott Skinner stammt aus Banchory, und auch heute wird in Banchory die Musik von mehreren Vereinen gepflegt. Etwa 1,5 km östlich von Banchory liegt das 1553 errichtete Crathes Castle. Die Steinkreise von Eslie (auch Esslie) sind eng benachbarte Recumbent Stone Circles (RSC) südöstlich von Banchory.

## Verkehr
Im 19. Jahrhundert erhielt Banchory einen Bahnhof an der Deeside Line der Great North of Scotland Railway, die von Aberdeen bis Ballater führte. Die Linie wurde 1966 stillgelegt. Die A93 verläuft durch Banchory und schließt die Ortschaft an das Fernstraßennetz an. Im Südwesten von Banchory führt eine Straßenbrücke über den Dee. Die nächste flussaufwärts gelegene Brücke über den Dee befindet sich etwa fünf Kilometer westlich von Bridge of Canny.

## Persönlichkeiten
- James Scott Skinner (1843–1927), Komponist, Violinist, Fiddler und Tanzlehrer
- Vero Wynne-Edwards (1906–1997), Zoologe
- Don Masson (* 1946), Fußballspieler

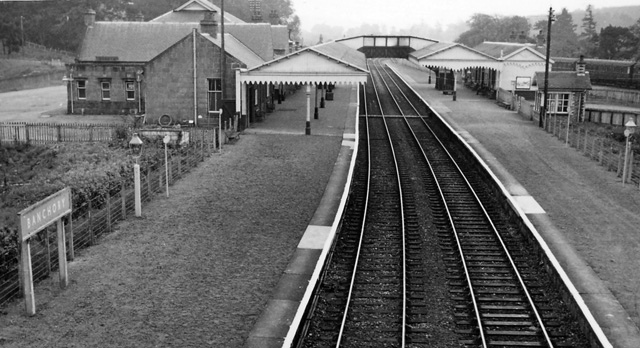
Ehemaliger Bahnhof von Banchory
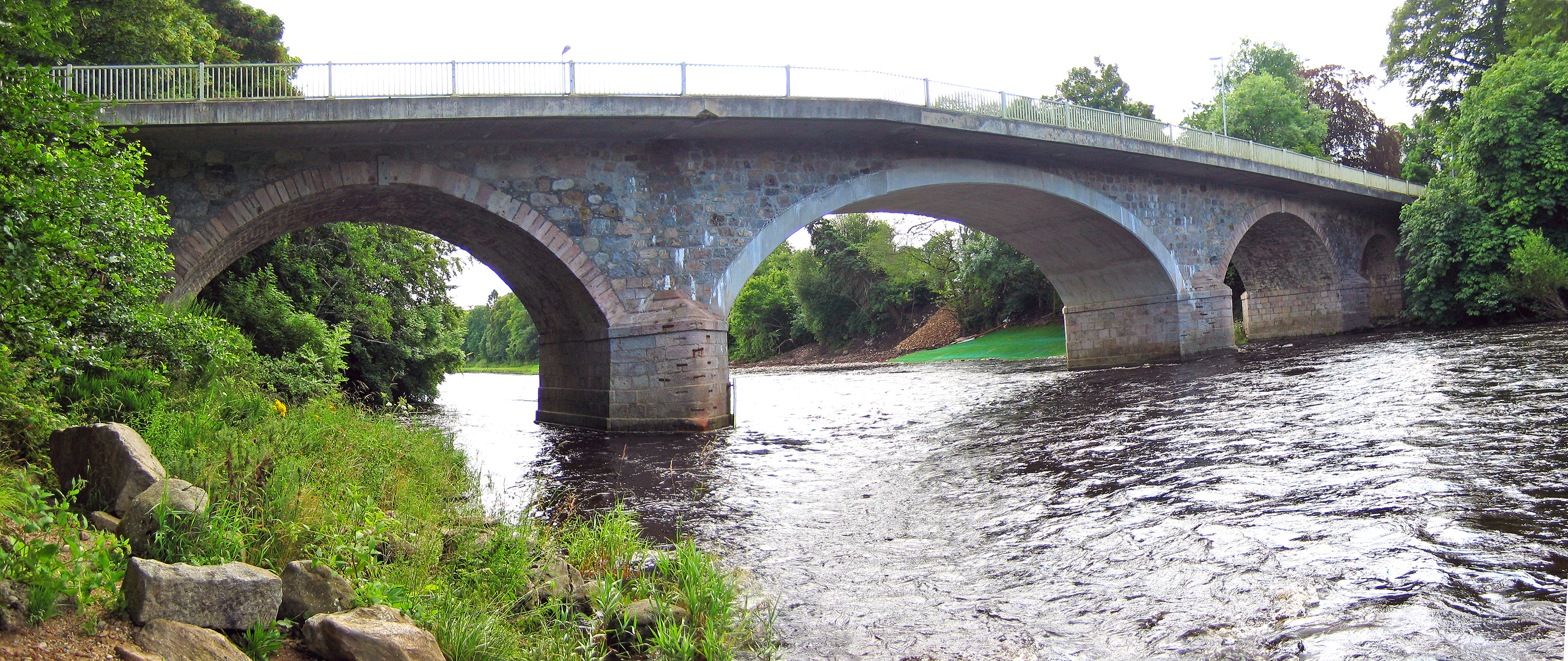
Brücke über den Dee
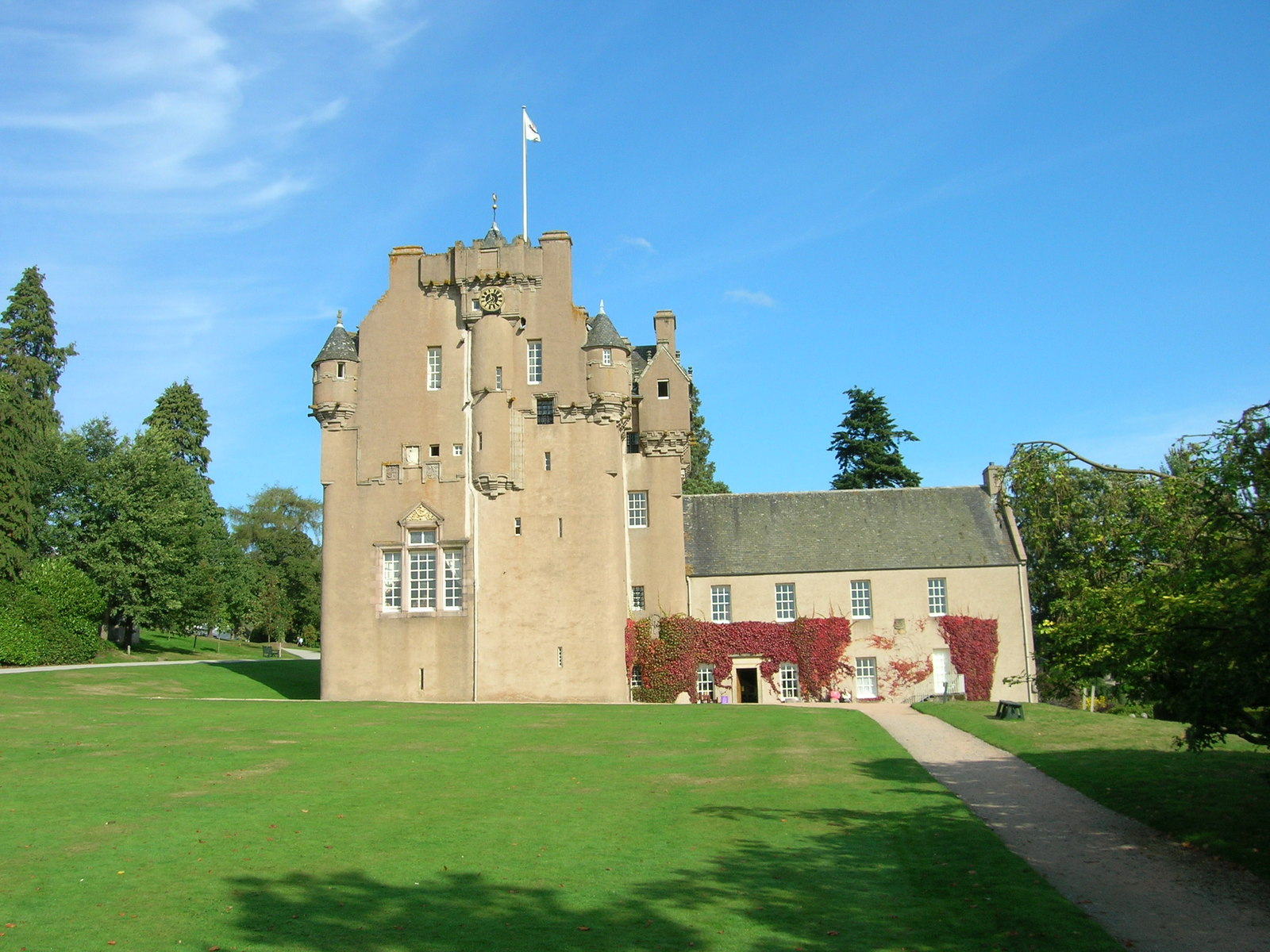
Crathes Castle
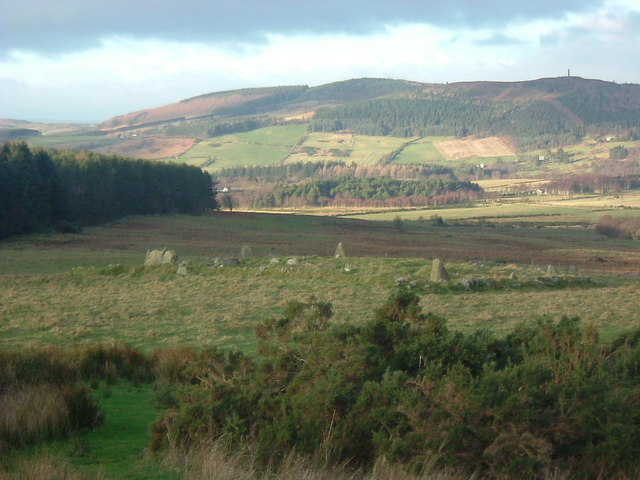
Steinkreise von Eslie